# Francis A. Woolfley

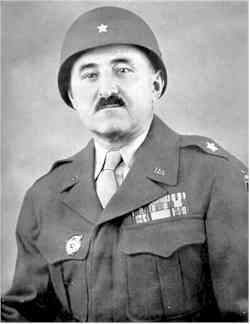
Francis A. Woolfley

Francis Augustus Woolfley (* 30. April 1893 in New Orleans, Louisiana; † 16. September 1993 ebenda) war ein Brigadegeneral der United States Army. Er war unter anderem Kommandeur der 106. Infanteriedivision.
Francis Woolfley war ein Sohn von Franklin Flanders Woolfley und dessen Frau Mary Florence Kessler. Im Jahr 1901 zog er mit seiner Familie nach Lake Charles. Er besuchte die öffentlichen Schulen seiner Heimat. Im Jahr 1913 trat er zunächst als einfacher Soldat der Louisiana National Guard bei, mit der er zwischenzeitlich an der Grenze zu Mexiko stationiert war. Damals gab es Spannungen mit diesem Nachbarland der Vereinigten Staaten, die schließlich zur Mexikanischen Expedition führten. In dieser Nationalgarde brachte es Woolfley bis zum Leutnant. Im Jahr 1917 gelangte er in das Offizierskorps des US-Heeres, wo er der Infanterie zugeteilt wurde. In der Armee durchlief er anschließend alle Offiziersränge vom Leutnant bis zum Brigadegeneral.
Im Lauf seiner militärischen Karriere absolvierte Francis Woolfley verschiedene Kurse und Schulungen. Dazu gehörten unter anderem die Infantry School, das Command and General Staff College, das United States Army War College und die Chemical Warfare School. Während des Ersten Weltkriegs gehörte er den American Expeditionary Forces an, mit denen er auf dem europäischen Kriegsschauplatz eingesetzt war. Dort war er als Hauptmann Kommandeur einer Kompanie des 56. Infanterieregiments, das der 7. Infanteriedivision unterstand. Dabei war er im Elsass und in Lothringen eingesetzt. Außerdem nahm er an der Maas-Argonnen-Offensive teil.
Nach dem Krieg setzte er seine Offizierslaufbahn fort. Er absolvierte den für Offiziere in den jeweiligen Rangstufen üblichen Dienst in unterschiedlichen Einheiten und Standorten. Dazu gehörten auch Aufgaben als Stabsoffizier in verschiedenen Hauptquartieren. In den Jahren 1921 bis 1925 war er Dozent für Militärwissenschaft an der Louisiana State University. Dort war er gleichzeitig Führungsoffizier der Kadetten. Anschließend absolvierte er den Infantry Officer Advanced Course in Fort Benning, dem heutigen Fort Moore in Georgia. Zwischen 1926 und 1929 war er auf Puerto Rico stationiert. Dort diente er als Berater der Nationalgarde. Zwischen 1929 und 1938 absolvierte er weitere der oben erwähnten Schulen. Zwischenzeitlich war er auch als Ausbilder und Dozent bei verschiedenen militärischen Ausbildungseinrichtungen tätig. Im Jahr 1938 wurde er dieser Tradition folgend Dozent an der Infantry School in Fort Benning. Dort verblieb er bis zum Jahr 1942. In diese Zeit fiel der amerikanische Eintritt in den Zweiten Weltkrieg.
Im Jahr 1942 wurde Woolfley als Oberst Regimentskommandeur des 377. Regiments der 95. Infanteriedivision in Camp Swift in Texas. Die Division mit Woolfleys Regiment war damals noch nicht im Kriegseinsatz, sondern wurde darauf vorbereitet. Er behielt dieses Kommando bis zum März 1943. Danach wurde er zum Stab der 76. Infanteriedivision versetzt. Diese Division war zunächst auch noch in den Vereinigten Staaten stationiert und wurde dort ausgebildet. Im Dezember 1944 kam sie auf dem europäischen Kriegsschauplatz zum Einsatz, kämpfte in Frankreich und war an der Abwehr der deutschen Ardennenoffensive beteiligt. Später drang sie über das Rheinland bis weit nach Deutschland vor. Woolfley gehörte dem Stab dieser Division bis Mitte 1945 an. Anschließend übernahm er von Donald A. Stroh das Kommando über die 106. Infanteriedivision, das er von August bis zur vorübergehenden Auflösung der Division im Oktober 1945 innehatte.
Zwischen 1945 und 1949 gehörte er den Besatzungstruppen in Deutschland an und zwischen 1949 und 1953 war er Mitglied der Joint Military Mission des damaligen European Commands einer Hilfsmission für die Türkei. Am 30. April 1953 trat Francis Woolfley in den Ruhestand.
Er kehrte nach Louisiana zurück, wo ihn Gouverneur Robert F. Kennon zum Leiter der Zivilverteidigung dieses Bundesstaats ernannte. Dieses Amt hatte er zwischen 1953 und 1958 und nochmals von 1960 bis 1964 inne. Von 1960 bis 1964 war er gleichzeitig Assistant State Adjutant General von Louisiana unter Gouverneur Jimmie Davis. In seinem Ruhestand engagierte er sich in zahlreichen Organisationen und Einrichtungen ziviler und militärischer Art.
Der seit 1920 mit Rosalie Elizabeth Dufour verheiratete Offizier starb am 16. September 1993 in seiner Geburtsstadt New Orleans und wurde auf dem dortigen Metairie Cemetery beigesetzt.

## Orden und Auszeichnungen
Francis Woolfley erhielt im Lauf seiner militärischen Laufbahn unter anderem folgende Auszeichnungen:
- Silver Star
- Legion of Merit
- Bronze Star Medal
- Air Medal
- Army Commendation Medal
- World War II Victory Medal
- Army of Occupation Medal
- National Defense Service Medal
- Orden der Ehrenlegion (Frankreich)
- Kriegskreuz (Frankreich)
- Kriegskreuz (Belgien)